# Newzealandia glandulosa
Newzealandia glandulosa är en plattmaskart som först beskrevs av Fyfe 1956.  Newzealandia glandulosa ingår i släktet Newzealandia och familjen Geoplanidae. Inga underarter finns listade i Catalogue of Life.